# Респіраторно-синцитіальна інфекція
Респірато́рно-синцитіа́льна інфе́кція (ще також респіраторно-синцитіальна вірусна інфекція, РС-інфекція, рідше РЕС-інфекція; англ. Respiratory Syncytial Infection, Respiratory Syncytial Virus Infection, VRS-Infection) — гостра вірусна інфекційна хвороба з групи ГРВІ з тенденцією до виникнення бронхіоліту у дітей молодшого віку та осіб похилого віку.

## Історичні відомості
Збудника респіраторно-синцитіальної інфекції виділили у 1956 році американські науковці Д. Морріс, Р. Блант і Д. Севідж від шимпанзе з ознаками запального ураження верхніх дихальних шляхів. Вірус спочатку назвали «агентом нежитю шимпанзе». Але вже в 1957 році антигенно ідентичні віруси американські науковці Р. Ченок і Л. Фінберг виділили від маленьких дітей під час захворювань, що перебігали з ураженням нижніх дихальних шляхів. Подальші дослідження підтвердили першорядну роль цих вірусів у розвитку пневмонії і бронхіоліту (запалення бронхіол) у дітей до 1-го року життя. У США до 60 % дітей 1-го року життя вже мають антитіла до вірусу, до 3-го року встигають перехворіти усі діти.

## Актуальність
Кожного року респіраторно-синцитіальна інфекція призводить до 125 тисяч випадків стаціонарного лікування та 2 % від загальної летальності серед дітей. Дослідження показали, що антитіла до РС-вірусу виявляють у 40 % дорослих людей. Навіть у дорослих PC-інфекція може бути причиною тяжкої пневмонії. Проблемною PC-інфекція стала для дитячих закладів і стаціонарів, де вона є одним з основних факторів внутрішньолікарняного інфікування. РС-вірус складає велику частку серед причин внутрішньолікарняної пневмонії у медичних працівників.

## Етіологія
Респіраторно-синцитіальний вірус (РС-вірус) належить до роду Pneumovirus, родини Paramyxoviridae, містить одноланцюгову РНК. Вірус має багато штамів, які циркулюють у тварин та людей. У людей паразитують віруси групи А, В, окремі штами S2, RSS-2, MinA, MinB, MinFLC, MinL та багато некласифікованих. Також виділяють бичачі, мишачі, конячі, собачі, котячі РС-віруси. Вивчення властивостей вірусу дозволило виявити особливий характер впливу його на уражені клітини — утворення синцитію (мереживоподібної структури, яка складається з клітин, пов'язаних одна з одною цитоплазматичними відростками). Це й стало підставою для назви виділеного вірусу «респіраторно-синцитіальний». Вірус має білки, які перешкоджають дії людського інтерферону.

## Епідеміологічні особливості

### Джерело та резервуар інфекції
Джерелом інфекції є людина (хворий і вірусоносій). Хворий найбільш заразний протягом 3-6 днів від початку захворювання. Тривалість виділення вірусу не перевищує тривалості клінічних проявів.

### Механізм і фактори передачі
Механізм передачі — повітряно-крапельний, зараження через побутові предмети не має істотного значення. Описано випадок передавання вірусу від донора реципієнту разом із трансплантованими органами.

### Сприйнятливий контингент та імунітет
Сприйнятливість найбільша у дітей перших років життя. Захворювання поширене повсюдно. У холодну пору року реєструють епідемічні спалахи, в інші періоди року — спорадичні випадки. Спалахи, які спричинює респіраторно-синцитіальний вірус, виникають щорічно, в основному серед дітей молодшого віку. Характерне швидке поширення вірусу в колективі та висока його контагіозність з охопленням усіх дітей, що народилися після останнього епідемічного підйому. Внутрішньолікарняні спалахи перебігають з інфікуванням не тільки пацієнтів, але і медичного персоналу. Імунітет після перенесення респіраторно-синцитіальної інфекції нестійкий.

## Патогенез
Провідною ланкою в патогенезі респіраторно-синцитіальної інфекції є порушення дренажної функції бронхіального дерева. Вірус тропний до клітин легень, бронхіол і бронхів, що обумовлює локалізацію патологічного процесу. Чим менший вік дитини, тим частіше виникають і тяжче перебігають у нього пневмонія і бронхіт. Результатом дії вірусу є некроз епітелію, набряк і круглоклітинна інфільтрація підслизового шару, гіперсекреція слизу. При значному ураженні бронхіальних структур може виникнути гостра дихальна недостатність (ГДН), аж до повної обтурації бронхів з розвитком ателектазів і емфіземи легень. Важливе значення має стан імунітету, цитокіновий статус хворих. Особливістю перебігу хвороби у дітей є відстрочена продукція ендогенного інтерферону. Вірусу притаманна імуносупресивна властивість, він ініціює імунопатологічні реакції за рахунок тривалої циркуляції імунних комплексів. Виражене зниження активності Т-супресорів, нетривала циркуляція специфічних імуноглобулінів IgM, низький вміст IgG до кінця 3–4-го тижня захворювання створюють умови для персистенції вірусів і формування хронічної інфекції. Тяжкий перебіг інфекції у осіб літнього віку пов'язують із збільшенням числа повторних випадків захворювання і переважанням Тh2-типу імунної відповіді (високий рівень IgE, IgA в крові). У дітей вміст специфічних IgG низький, що перешкоджає елімінації вірусу і сприяє тривалому перебігу хвороби.

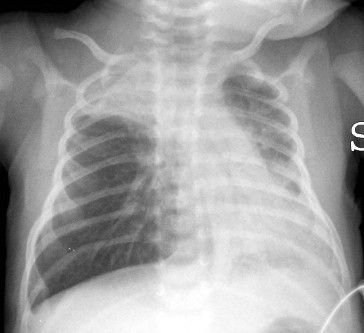
Рентгенологічні ознаки бронхіоліту, який спричинив РС-вірус у новонародженого віком 16 днів. Демонстративними є типові двобічні ателектази у верхньому відділі правої легені та базальних відділах лівої на тлі сплощеної діафрагми.

## Клінічні прояви
Згідно МКХ-10 виділяють:
- B97.4 — РС-вірус як причина хвороб, що не класифіковані в інших розділах МКХ.
- J20.5 — гострий бронхіт, який спричинює респіраторно-синцитіальний вірус.
- J21.0 — гострий бронхіоліт, який спричинює респіраторно-синцитіальний вірус.
- J12.1 — пневмонія, що зумовлена респіраторно-синцитіальним вірусом.

Інкубаційний період — 3-7 діб.
У старших дітей і особливо у дорослих хвороба проявляється чханням, погіршенням носового дихання, ринітом із значними серозними, слизистими або гнійними виділеннями, кашлем, помірною гіперемію і набуханням слизової оболонки носоглотки. Температура тіла нормальна або субфебрильна.
У немовлят можуть приєднатися бронхіт з обструктивним компонентом і бронхіоліт. Тяжкість захворювання при цьому зумовлена головним чином розвитком ГДН, у дітей розвивається задишка, яка непропорційна підвищенню температури, може бути ціаноз, інші тяжкі дихальні розлади, зокрема, апное. При цьому явища інтоксикації помірні. У немовлят може розвинутися гострий середній отит.

## Діагностика
Клінічна діагностика не дає результатів через відсутність типових клінічних ознак, через переважання проявів, які притаманні будь-якому ГРВІ. І для більшості клінічних випадків РС-інфекції підтвердження діагнозу не є доцільним.
У непевних випадках, при розшифровці спалахів застосовують лабораторні методи діагностики.
Використовують для цього швидкі тести на основі імуногістохімії. Більш специфічним, але трудомістким є виділення вірусу на культурі клітин. У країнах розвиненої медицини доступним є ПЛР для виявлення РНК РС-вірусу. Використання ПЛР слід розглядати, зокрема, при тестуванні дітей старшого віку і дорослих, тому що у них часті низьке вірусне навантаження в мазку з ротоглотки або, навіть, в бронхіальному секреті.
Серологічні тести менше використовують для рутинної діагностики. Хоча це і корисно для вивчення епідеміологічної ситуації, коли наростання титрів антитіл у парних сироватках дає можливість прослідкувати наростання імунної відповіді у популяції. Але для індивідуальної діагностики таке повільне визначення титру не дає можливості отримати швидкий результат, є досить пізнім, і тому в клініці серологічні тести не використовують.

## Лікування
Можливо застосування рибавірину в аерозолі для етіотропного лікування інфекції у дітей та осіб з імунодефіцитними станами. Постійну інгаляцію рибавірину призначають по 12-18 годин/добу протягом 3 — 5 діб. Можна використовувати і більш концентрований розчин (60 мг/мл) та застосовувати по 2 години 3 рази на добу. Якщо не передбачені технічні заходи, що виключають потрапляння рибавірину за межі інгалятору — дихального контуру, то у приміщення, де лікують ураженого, не можна допускати вагітних внаслідок вираженої тератогенної дії рибавірину. Отримані позитивні результати експериментального застосування препарату ремдесивір.
Інгаляційне введення адреноміметиків — медичних препаратів катехоламінів, а також застосування бронходилататорів і глюкокортикостероїдів для лікування респіраторно-синтиціальної інфекції не довело своєї ефективності, хоча на практиці часто продовжують це застосовувати. Лікування респіраторно-синцитіального бронхіоліту за влучним висловом американських педіатрів «залишається хорошим прикладом терапевтичного нігілізму, коли нічого не працює, окрім кисню».

## Профілактика
Є суто неспецифічною, яку проводять для запобігання усіх ГРВІ та застуди в цілому. На сьогодні в країнах розвитої медицини існує препарат палівізумаб, якому притаманний помірний профілактичний ефект у немовлят з високим ризиком зараження і виникнення ГДН, бронхіоліту. Препарат являє собою моноклональні антитіла, спрямовані проти гібридного білка поверхні вірусу. Створений і впроваджений нірсевімаб , який має значний ефект для запобігання тяжкому перебігу респіраторно-синцитіальної інфекції у всіх немовлят. Європейський союз схвалив застосування цього препарату. 
Pfizer оголосив про позитивні результати випробування своєї вакцини проти вірусу в ході 3-ї фази. Випробування показали, що вакцина була майже на 82% ефективна у запобіганні серйозним ускладненням, які можуть виникнути при респіраторно-синцитіальної інфекції, у перші три місяці життя дитини. Згідно з оглядом, опублікованим у журналі Lancet Infectious Disease у серпні 2022 року, понад 30 профілактичних препаратів (вакцини та моноклональні антитіла) проходять клінічні випробування.